# Einar Hein
Einar Hein (19 mai 1875 – 8 août 1931) est un peintre Danois connu pour ses peintures de paysages et de personnes de Skagen dans le Nord du Danemark.

## Biographie

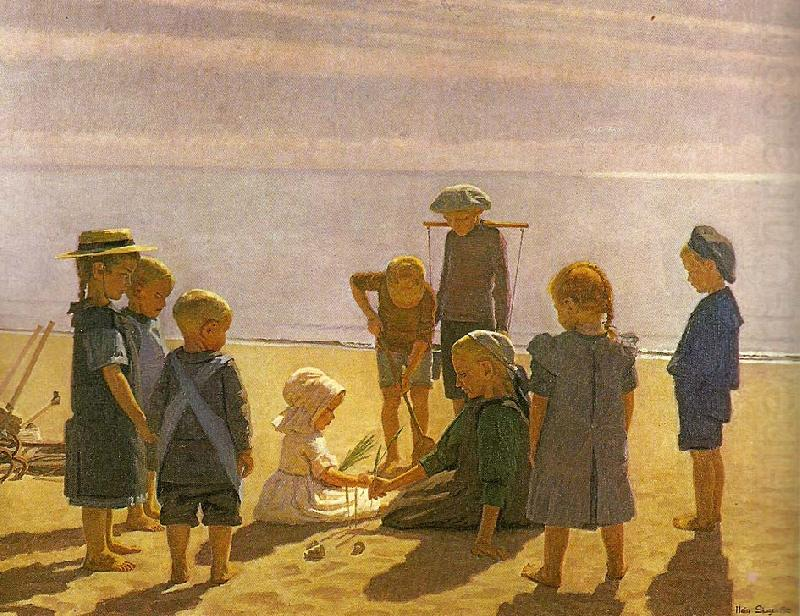
Einar Hein : Legende børn på Skagens strand (1910)

Né à Copenhague, Hein étudie à l'École Technique de Copenhague avec Holger Grønvold avant de rentrer à l'Académie royale des beaux-arts du Danemark de 1892 à 1896. Il termine ses études au Kunsternes Studieskole avec P.S. Krøyer.
Comme Jens Vige, Johannes Wilhjelm et G.F. Clement, Hein appartient à la jeune génération des Peintres de Skagen qui au début du XXe siècle développe une nouvelle approche de la peinture en peignant les dunes et les plages de Skagen dans le Nord du Jutland. Hein a sans aucun doute été influencé par Krøyer en choisissant de compléter ses études au studio Roll à Paris. Une de ses œuvres les plus notables est Legende børn på Skagens strand (Enfants jouant sur la plage de Skagen) de 1910, peinte à contre-jour avec des couleurs exceptionnellement sobres. Il a également peint plusieurs scènes des landes aux couleurs vives de Skagen. Hein fait rapidement partie de la colonie de peintres de Skagen, prenant place à la table de la salle à manger de l'Hôtel Brøndums, devenant un visiteur estival régulier avec sa famille. Il a également créé des portraits finement ciselés et des photos d'enfants mais ils n'ont pas attiré l'attention.